# Goniolimon
Goniolimon är ett släkte av triftväxter. Goniolimon ingår i familjen triftväxter.

## Bildgalleri

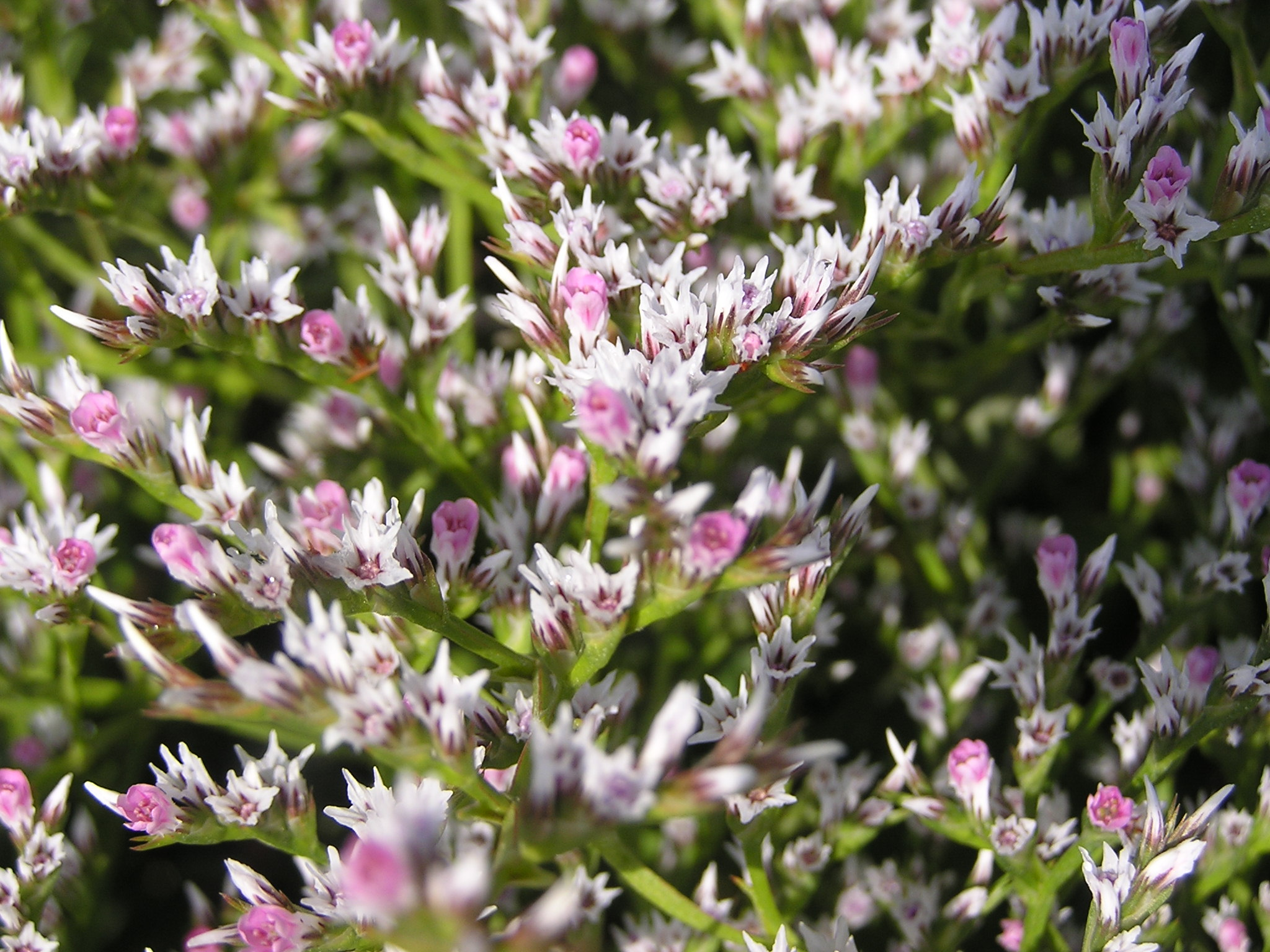

## Dottertaxa tillGoniolimon, i alfabetisk ordning[1]
- Goniolimon besserianum
- Goniolimon cabulicum
- Goniolimon callicomum
- Goniolimon caucasicum
- Goniolimon collinum
- Goniolimon cuspidatum
- Goniolimon dalmaticum
- Goniolimon dshungaricum
- Goniolimon elatum
- Goniolimon eximium
- Goniolimon glaberrimum
- Goniolimon graminifolium
- Goniolimon griffithianum
- Goniolimon heldreichii
- Goniolimon incanum
- Goniolimon italicum
- Goniolimon kaufmannianum
- Goniolimon orthocladum
- Goniolimon platypterum
- Goniolimon rubellum
- Goniolimon sartorii
- Goniolimon sewerzovii
- Goniolimon sewerzowii
- Goniolimon speciosum
- Goniolimon tataricum